# Glenea albopunctata
Glenea albopunctata är en skalbaggsart som beskrevs av Hintz 1911. Glenea albopunctata ingår i släktet Glenea och familjen långhorningar. Inga underarter finns listade i Catalogue of Life.